# Lukavica (Bardejov)
Lukavica (ungarisch Kislankás – bis 1907 Lukavica) ist eine Gemeinde im Osten der Slowakei mit 371 Einwohnern (Stand 31. Dezember 2024). Sie gehört zum Okres Bardejov, einem Kreis des Prešovský kraj, und wird zur traditionellen Landschaft Šariš gezählt.

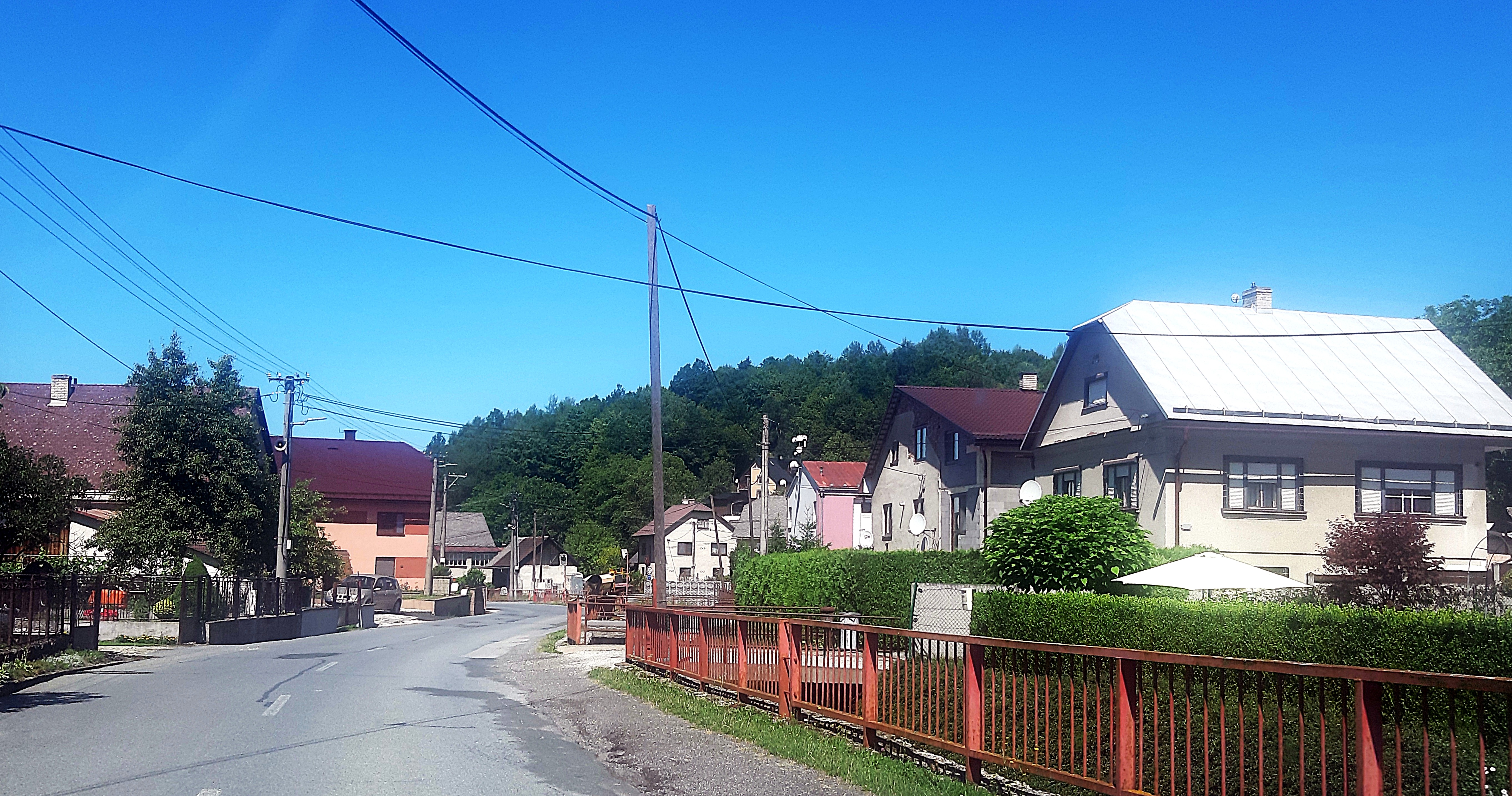
Lukavica

## Geographie
Die Gemeinde befindet sich in den Niederen Beskiden, noch genauer im Bergland Ondavská vrchovina, am Bach Lukavica im Einzugsgebiet der Topľa. Das Ortszentrum liegt auf einer Höhe von 358 m n.m. und ist sechs Kilometer von Bardejov entfernt (Straßenentfernung).
Nachbargemeinden sind Bardejov im Westen und Norden, Komárov im Nordosten, Vyšná Voľa im Osten und Südosten und Rešov im Süden.

## Geschichte
Das Gemeindegebiet wurde in der Jungsteinzeit und frühen Bronzezeit besiedelt, mit Funden der Kultur ostslowakischer Hügelgräber.
Lukavica wurde zum ersten Mal 1415 schriftlich erwähnt und war damals ein Untertanendorf der Stadt Bartfeld.
1787 hatte die Ortschaft 38 Häuser und 259 Einwohner, 1828 zählte man 33 Häuser und 258 Einwohner, die als Viehhalter, Waldarbeiter sowie als Holz-, Holzwerkzeug- und Spitzenhändler beschäftigt waren. Während der Winterschlacht in den Karpaten 1914/1915 war Lukavica kurzzeitig durch ein russisches Heer besetzt.
Bis 1918 gehörte der im Komitat Sáros liegende Ort zum Königreich Ungarn und kam danach zur Tschechoslowakei beziehungsweise heute Slowakei. In der Zeit der ersten tschechoslowakischen Republik wanderten viele Einwohner aus, die verbleibenden Einwohner stellten Harken, Sensenbäume und Besen her und waren auch als Weber tätig. Nach dem Zweiten Weltkrieg pendelte ein Teil der Einwohner zur Arbeit in Industriebetriebe in Bardejov, die örtliche Einheitliche landwirtschaftliche Genossenschaft (Abk. JRD) wurde im Jahr 1959 gegründet.

## Bevölkerung
| Jahr                | 1994 | 2004    | 2014   | 2024    |
| ------------------- | ---- | ------- | ------ | ------- |
| Anzahl der Personen | 399  | 375     | 381    | 371     |
| Unterschied         |      | −6,01 % | +1,6 % | −2,62 % |

| Jahr                | 2023 | 2024    |
| ------------------- | ---- | ------- |
| Anzahl der Personen | 376  | 371     |
| Unterschied         |      | −1,32 % |

Nach der Volkszählung 2011 wohnten in Lukavica 376 Einwohner, davon 367 Slowaken sowie jeweils ein Russine und ein Tscheche. Sieben Einwohner machte keine Angabe zur Ethnie.
306 Einwohner bekannten sich zur Evangelischen Kirche A. B., 36 Einwohner zur römisch-katholischen Kirche, 12 Einwohner zur griechisch-katholischen Kirche, zwei Einwohner zur orthodoxen Kirche und ein Einwohner zu den christlichen Gemeinden. Vier Einwohner waren konfessionslos und bei 15 Einwohnern wurde die Konfession nicht ermittelt.

## Bauwerke
- griechisch-katholische Kapelle Mariä Geburt[6]
- Holzglockenturm

## Verkehr
Durch Lukavica führt die Cesta III. triedy 3500 („Straße 3. Ordnung“) zwischen Bardejov (Anschluss an die Cesta II. triedy 545 („Straße 2. Ordnung“)) und Kuková (Anschluss an die Cesta I. triedy 21 („Straße 1. Ordnung“)), die nächsten Bahnanschlüsse sind die Haltestelle Kľušov und der Bahnhof Bardejov an der Bahnstrecke Kapušany pri Prešove–Bardejov.